# 리투아니아 농민녹색연합
리투아니아 농민녹색연합(리투아니아 農民綠色聯合, 리투아니아어: Lietuvos valstiečių ir žaliųjų sąjunga, LVŽS)은 리투아니아의 녹색보수주의, 중도주의 정당으로, 2001년에 설립되었다. 현재 지도자는 라무나스 카르바우스키스이다.

## 같이 보기
- 녹색농민연합